# 中国社会科学院人口与劳动经济研究所
中国社会科学院人口与劳动经济研究所是中华人民共和国的一家人口学与劳动经济学研究机构，成立于1980年，是中国社会科学院的直属研究单位。

## 历史沿革
1980年，中国社会科学院人口研究中心成立。1987年改名为中国社会科学院人口研究所。后改名为中国社会科学院人口与劳动经济研究所。